# Itzhaks julevangelium
Itzhaks julevangelium är en svensk tv-serie av Anders Jansson och Johan Wester från 2006 som följer upp deras tidigare serie Hipp Hipp!. Istället för lösryckta sketcher byggs programmet upp kring fyra huvudpersoner från tv-serien.
Serien kretsar kring rollpersonernas förberedelser inför julen. Musikvetaren Itzhak Skenström (Wester) deltar som "ciceron". Inslagen med den sistnämnde är inspelade i AFs Arkiv & Studentmuseum.
Omgivningen kring rollpersonerna fördjupas i serien genom att flera nya rollpersoner tillkommer, exempelvis Tiffanys sinnesslöa väninna Angela Lindström (Anna Blomberg), Göran Jonsereds slöa anställde Holger (Mikael Riesebeck) och Morgan Pålssons chef Eva (Suzanne Reuter). Jansson och Wester hade även skrivit historier åt hälarna Tony och Zunken och hårdrocksbröderna Micke och Mini från säsong 2, men på grund av att avsnitten var 30 minuter långa vardera fick i stort sett allt klippas bort.
Första avsnittet sändes den 1 december 2006, andra avsnittet den 8 december, tredje avsnittet den 15 december och serien avslutades den 22 december.

## Rollista
- Tiffany Persson från Staffanstorp (Anders Jansson)
- Brandmansutbildaren Kaj-Åke "Kajan" Hansson (Johan Wester)
- Kändisresearrangören Göran Jonsered (Wester) med frun Jolanta (Sanna Persson)
- Utrikeskorrespondenten Morgan Pålsson (Jansson) med fotografen Robert Flycht (Wester)
- Tiffanys väninna Angela Lindström (Anna Blomberg)
- Holger, anställd hos Göran (Mikael Riesebeck)
- Morgan Pålssons chef Eva (Suzanne Reuter)